# آلیل برمید
آلیل برمید (به انگلیسی: Allyl bromide) با فرمول شیمیایی C۳H۵Br یک ترکیب شیمیایی با شناسه پاب‌کم ۷۸۴۱ است. که جرم مولی آن ۱۲۰٫۹۹ g/mol می‌باشد. شکل ظاهری این ترکیب، زرد روشن مایع است.